# Szylina Mała
Szylina Mała [ʂɨˈlʲina ˈmawa] là một ngôi làng thuộc khu hành chính của Gmina Bartoszyce, thuộc huyện Bartoszycki, Warmińsko-Mazurskie, ở phía bắc Ba Lan, gần biên giới với tỉnh Kaliningrad của Nga. Nó nằm khoảng 6 kilômét (4 mi)   phía đông Bartoszyce và 59 km (37 mi) về phía đông bắc của thủ đô khu vực Olsztyn.
Trước năm 1945, khu vực này là một phần của Đức (Đông Phổ).
Ngôi làng có dân số 333.